# Klarafors
Klarafors var ett pappersbruk och en sulfitfabrik i Forshaga.
Bruket anlades 1900 av Klarafors AB och övertogs senare av Mölnbacka Trysil. Tillverkningen omfattade blekt sulfitmassa och kraftpapper.
Pappersbruket och sulfitfabriken lades ned 1968 respektive 1969.